# Cornufer wolfi
Espèce
Synonymes
- Sphenophryne wolfi Sternfeld, 1920
- Batrachylodes wolfi (Sternfeld, 1920)

Statut de conservation UICN

 LC  : Préoccupation mineure
Cornufer wolfi est une espèce d'amphibiens de la famille des Ceratobatrachidae.

## Répartition
Cette espèce est endémique de l'archipel des Salomon. Elle se rencontre jusqu'à 1 250 m d'altitude sur les îles Santa Isabel et Choiseul dans les Salomon  et sur les îles Buka et Bougainville en Papouasie-Nouvelle-Guinée.

## Description
Les mâles mesurent de 25,2 à 30,6 mm et les femelles de 28,2 à 31,7 mm.

## Étymologie
Cette espèce est nommée en l'honneur d'Eugen Wolf (en).

## Publication originale
- Sternfeld, 1920 "1918" : Zur Tiergeographie Papuasiens und der pazifischen Inselwelt. Abhandlungen der Senckenbergischen Naturforschenden Gesellschaft, vol. 36, p. 375-436.